# Classe Kamorta
Le quattro corvette classe Kamorta sono le prime di una serie di otto unità navali per la lotta ASW realizzate per la Bhāratīya Nāu Senā (Devanagari: भारतीय नौ सेना), la Marina Militare Indiana dai Cantieri GRSE (Garden Reach Shipbuilders & Engineers Ltd) (sanscrito:|गार्डन रीच शिपबिल्डर्स एंड इंजीनियर्स लिमिटेड) di Kolkata. Basate sul progetto P-28A, il primo lotto comprende la Kamorta (P-28) consegnata nel 2014, la Kadmatt (P-29) consegnata nel 2015, la Kiltan (P-30) consegnata ad ottobre 2017 e la Kavaratti che è stata consegnata a febbraio del 2020.

## Caratteristiche
Se non diversamente indicato, i dati sono tratti da "Rivista italiana difesa".
Le Kamorta sono lunghe 109,1 m, larghe 13,7 m, hanno un dislocamento standard di 2.800 t (3.400 t a pieno carico) e un equipaggio costituito da 13 ufficiali e da 173 tra graduati e comuni. Esse sono caratterizzate da una soluzione stealth ottenuta adottano una particolare geometria delle superfici laterali dello scafo e delle sovrastrutture che dà luogo ad una forma ad "X", come era già stato fatto per le corvette tedesche K-130 classe Braunschweig.
Tale configurazione consente di evitare il più possibile che le onde elettromagnetiche emesse da radar nemici siano riflesse nella direzione di provenienza e quindi possano essere ricevute.
Nella realizzazione delle Kamorta si è fatto ricorso ad acciaio del tipo DMR 249A prodotto dalla SAIL (Steel Autorità offerte India Ltd) e, per una parte delle sovrastrutture della Kiltan e della Kavaratti, a materiali del tipo CFRP (Carbon Fibre Reinforced Plastic) nei quali la fibra di vetro (che è permeabile alle onde elettromagnetiche consentendo quindi ad esse di rimandare al radar che le ha emesse il pericoloso eco delle parto interne) è  sostituita dalle fibre di carbonio che offrono ottime caratteristiche di resistenza strutturale e nello stesso tempo permettono di riflettere le onde radar (ovviamente nella direzione determinata dall'inclinazione della parete).

## Propulsione
Se non diversamente indicato, i dati sono tratti da "Rivista italiana difesa".
L'apparato motore, su due assi con eliche a passo variabile e reversibili, è del tipo CODAD ed è costituito da 4 MAN-Pielstick 12PA6 STC prodotti su licenza dalla Kirloskar Oil Engines Ltd, che forniscono ciascuno 3.888 kW.
Si tratta di motori appartenenti alla serie PA6, i cui componenti sono presenti su unità di 12 marine nelle configurazioni CODAD, CODAG e CODOG, concepiti soprattutto per unità il cui impiego prevede lunghe navigazioni a bassa velocità, caratterizzati dalla presenza del sistema STC (Sequential Turbo Charging) che consente una buona flessibilità di funzionamento e riduzione dei consumi, con i due turbocompressori di cui sono dotati che entrano in funzione in sequenza. Essi sono installati su supporti anti-rumore e anti-vibrazione allo scopo di ridurre la segnatura acustica della nave. I gruppi di trasmissione/riduzione sono stati forniti dalla francese DCNS.
L'energia elettrica per tutte le utenze della nave viene fornita da 4 diesel generatori di Wärtsilä India.
La velocità massima è di 25 nodi mentre l'autonomia è di 3.500 miglia a 18 nodi.
La gestione della piattaforma è effettuata tramite il modernissimo sistema ISMS (Integrated Ship Management System) fornito dalla canadese L3 MAAPS, ottenuto combinando in un unico apparato i sistemo ISMS (Integrated Platform Management System) e IBM (Integrated Bridge System).l In tal modo, grazie al collegamento di tutti i sistemi di bordo mediante una rete Ethernet a fibre ottiche, è possibile controllare e coordinare tutti gli apparati di navigazione con il sistema propulsivo, gli ausiliari e i generatori elettrici.

## Armamento
Se non diversamente indicato, i dati sono tratti da "Rivista italiana difesa".
Per la lotta ai sottomarini sulle lunghe distanze esse possono imbarcare una macchina tra i seguenti tipi; il russo Kamov Ka-28PL Helix, l'indiano Dhruv o il britannico Westland Sea King Mk-42B.
Per le distanze inferiori sono presenti a centro nave 2 complessi di lancio (binati) da 533 mm Larsen & Toubro per siluri pesanti ASW russi del tipo SET-65KE dotati di sistema homing attivo/passivo con velocità di 40 nodi. Questo siluri, lunghi 7,72 m, pesanti 1.703 kg e con portata di 16.000 m, possono operare a profondità comprese tra 27 e 400 m. Ad essi si aggiungono, come sulle fregate classe Shivalik e Talwar e sui DDG classe Delhi e Bangalore, 2 lanciarazzi antisom a 12 canne di concezione russa tipo Arsenal RBU-6000 RPK-8 prodotti su licenza dalla Larsen & Toubro. Sistemati a prua, davanti alla plancia, questi lanciatori, pesanti a vuoto 3,2 t e con dimensioni pari a 2,14 m x 1,88 m x 2,26 m, sono in grado di impiegare razzi ASW calibro 213 mm tipo RGB-60 con soletta acustica di prossimità attiva e gittata compresa tra 300 m e 5.700 m nonché missili 90R Zapad con sistema homing idroacustico miniaturizzato e gittata da 600 a 4.300 m.
La componente costituita dall'artiglieria è rappresentata dalla ben nota e diffusa torre pluri-impiego Leonardo (Divisione Sistemi di Difesa) SUPER RAPIDO da 76/62 mm, prodotta su licenza dalla BHEL (Bharat Heavy Electric al Ltd). Ad essa si aggiungono 2 sistemi CIWS antimissile/AA di concezione russa del tipo AK-630M dotati di mitragliera a 6 canne rotanti raffreddate ad acqua GSh-6-30K tipo Gatling da 30 mm capaci di una cadenza di tiro teorica compresa tra 4.000 e 5.000 colpi/min e gittata massima pari a 5.000 m.
La difesa antimissile/AA a distanze maggiori, da 0,5 a 10–12 km nei confronti di aeromobili, 8 km nei confronti de missili antinave, è assicurata dal sistema missilistico sup/aria israeliano IAI Barak 1, con due complessi di lancio verticale da 8 celle ciascuno posti ai lati della sovrastruttura posteriore. In grado di manovrare a 45 g e caratterizzato da tempi di reazione ridottissimi (raggiunge la gittata massima in meno di 30 secondi), il Barak 1, che è lungo 2,17 m, ha un diametro di 170 mm, un'apertura alare di 685 mm e pesa al lancio 98 kg, dispone di un motore a razzo a 3 stadi che gli consente una velocità massima di 580 m/s e di un sistema di guida del tipo CLOS (Command To Line Of Sight) completamente automatico che assicura una buona difesa anche in presenza di pesanti contromisure elettroniche.

## Elettronica di bordo

### Sensori
Se non diversamente indicato, i dati sono tratti da "Rivista italiana difesa".
Il sensore principale è rappresentato dal radar tridimensionale (3D) a media portata Revathi, versione navale del 3D-CAR (Central Acquisition Radar) originariamente sviluppato nell'ambito di un programma congiunto indiano-polacco nel quale, da parte di Nuova Delhi, ha svolto un ruolo fondamentale l'LRDE (Electronic and Radar Development Establishment) del DRDO (Defence Research and Development Organization). Tale programma ha portato contemporaneamente in India alla realizzazione della versione terrestre Rohini impiegata a livello gruppo nel sistema missilistico sup/aria Akash.
Il Revathi, che è caratterizzato da un'antenna planare, funziona in banda S, ha una portata strumentale di circa 200 km e può tracciare in modalità track while scan fino a 150 bersagli, viene prodotto da una joint venture formata da BEL, Larsen & Toubro, Astra Microwave ed Entec. La dotazione di sensori radar è completata da due apparati di navigazione della Sperry Marine e da due altri apparati sistemati a poppa per il controllo dell'elicottero.
La direzione del tiro della torre Leonardore Super Rapido da 76/62 mm e delle due torrette (CIWS) AK-630M da 30 mm viene effettuata da due radar TMX/EO Mk-2 (Lynn U2) associati ad alcuni apparati elettro-ottici. Per Quanto concerne i sensori subacquei, l'apparato principale è costituito dal sonar attivo/passivo a bassa frequenza HUMSA-NG (Hull Mounted Sonar Array-Next Generation) con trasduttore nel bulbo prodiero, sviluppato dal Naval Physical & Oceano grappa Laboratory (NPOL) del DRDO e prodotto dalla BEL. 
Inoltre, è prevista anche l'installazione dell'Advanced Array Towed Sonar (ATAS) della tedesca Atlas Elecktronik GmbH.

### Guerra elettronica e comunicazioni
Se non diversamente indicato, i dati sono tratti da "Rivista italiana difesa".
Il settore della difesa soft Kill è basato sul sistema di guerra elettronica Sanket Mk-3, prodotto dalla BEL, che opera in associazione con il sistema lancia-decoy CSN-56 Kavach, con 4 complessi a 16 celle ciascuna, prodotto dalla GCF (Gun Carriage Factory) di Japalpur.
In campo subacqueo è presente il sistema trainato impiegante decoy spendibili ATDS (Advanved Torpedo Defence System) sviluppato dall'NPOL unitamente al Naval Science and Technological Laboratory (NSTL).
Gli apparati di comunicazione, costituiti dall'ICS (Composite Communication System) Mk-2 e dal CCS (External/Internal Communication System) Mk-3, sono forniti dalla BEL.

### Comando e Controllo
Se non diversamente indicato, i dati sono tratti da "Rivista italiana difesa".
Il sistema di gestione del combattimento (CMS), designato EMDINA, fa parte di una serie di apparati di concezione locale sviluppati congiuntamente dal Naval Weapons and Electronic System Engineering Establishment (WESEE) e dalla TATA Power nell'ambito del progetto MEDINA. Si tratta di un sistema ad architettura centralizzata, conosciuto anche con la sigla EMCCA (Electronic Modular Command & Control Application), impiegato nelle sue versioni più complete anche sui DDG tipo P-15 classe Kolkata e sulle fregate tipo P-17 classe Shivalik.

## Unità della Classe Kamorta
| Nome      | Impostazione | Varo         | Entrata in servizio |
| Kamorta   | 20. 11. 2006 | 19. 04. 2010 | 23. 08. 2014        |
| Kadmatt   | 27. 09. 2011 | 24. 10. 2011 | 26. 11. 2015        |
| Kiltan    | 10. 08. 2010 | 26. 03. 2013 | 16. 10. 2017        |
| Kavaratti | 20. 01. 2012 | 19. 05. 2015 | 22. 10. 2020        |

## Utilizzatori
India
- Bhāratīya Nāu Senā - 4 unità.[1][2]